# 葛晓洁
葛晓洁（英語：Christine Ko，1988年8月3日—），臺灣裔美國演员，凭哥伦比亚广播公司情景喜剧《室内奇兵》艾玛一角知名。在美國取得成功之前，她曾于2010年代初回到台湾发展。

## 生平
葛晓洁生于芝加哥，在亚特兰大和台灣成长，是台湾艺人高凌风的三女。她曾谈过亚洲演员在美国缺少露面机会的问题，而她在《室内奇兵》中的角色原本是为金发女人创作的，她经纪人觉得合适，便让她去试镜。她试镜后，制片人便改变了艾玛原本的形象。她表示：“我认为那就是真正的多样性。你跟其他人一样。你不过看起来像亚洲人......它是准则，是我们生活的方式。我们还没在好莱坞见过这种情况。”
葛晓洁参演了电视剧《天堂执法者》第八季，也客串出演HBO电视连续喜剧《球手们》，与戴维·伯德参与FXX电视剧《Dave》。
葛曉潔於2021年與著名歌手小賈斯汀合作，擔任歌曲Hold On音樂錄影帶女主角。

## 演出作品

### 电影
| 年份 | 名称                                       | 角色   |
| ---- | ------------------------------------------ | ------ |
| 2017 | 《唐人街1871》                             | May    |
| 2018 | 《奶奶的金子》（Grandmother's Gold）       | Mona   |
| 2019 | 《课余活动》（Extracurricular Activities） | Amy    |
| 2020 | 《虎尾》（Tigertail）                      | Angela |

### 电视剧
| 年份      | 名称           | 角色           | 注释                                        |  |
| 2010      | 《家有四千金》 | Angel          | 第一部戲劇客串                              |  |
| 2012      | 《好莱坞高地》 | Brenda         | 2集                                         |  |
| 2015      | 《球手们》     | Anna           | 剧集："Saturdaze"                           |  |
| 2016–2017 | 《室内奇兵》   | Emma           | 常规角色                                    |  |
| 2017      | 《亚当毁三观》 | Tiffany        | 剧集："Adam Ruins the Hospital"             |  |
| 2018      | 《天堂执法者》 | Jessie Nomura  | 常规角色（6集）                             |  |
| 2018      | 《真伪莫辨》   | Vivian Song    | 剧集："Divination"                          |  |
| 2019      | 《心机女孩》   | Ms. Chang      | 2集                                         |  |
| 2020      | 《樹墩城偵探》 | Cameron Dorsey | 剧集："All Quiet On The Dextern Front"      |  |
| 2020      | 《上傳天地》   | Mandi          | 常规角色                                    |  |
| 2022      | 《破案三人行》 | Nina Lin       | Only Murders in the Building 第二季客串角色 |  |

### 音樂錄影帶
| 年份 | 名称                | 角色   |
| ---- | ------------------- | ------ |
| 2021 | 小賈斯汀《Hold On》 | 女主角 |